# 張承敍
張承敍（1513年—？），字懷德，順天府固安縣（今河北省固安縣）通關廂人，明朝官員。同進士出身。

## 生平
嘉靖十九年（1540年）順天府鄉試第二十三名舉人。嘉靖二十三年（1544年）中式甲辰科會試第七十六名，登第三甲第四十八名進士。授行人，歷任工部主事、員外郎、郎中，改調山東兗州府通判，歷陞道直隸松江府同知，官至江西臨江知府。嘉靖三十二年（1553年）任直隸吳縣知縣。嘉靖三十八年（1559年），因病致仕，後病痊回籍。身後入祀固安鄉賢祠。

## 家族
曾祖張禎，縣丞；祖父張鐸；父張材，大使。前母高氏；母侯氏。永感下。兄承恩。弟承祚。